# Gusow-Platkow

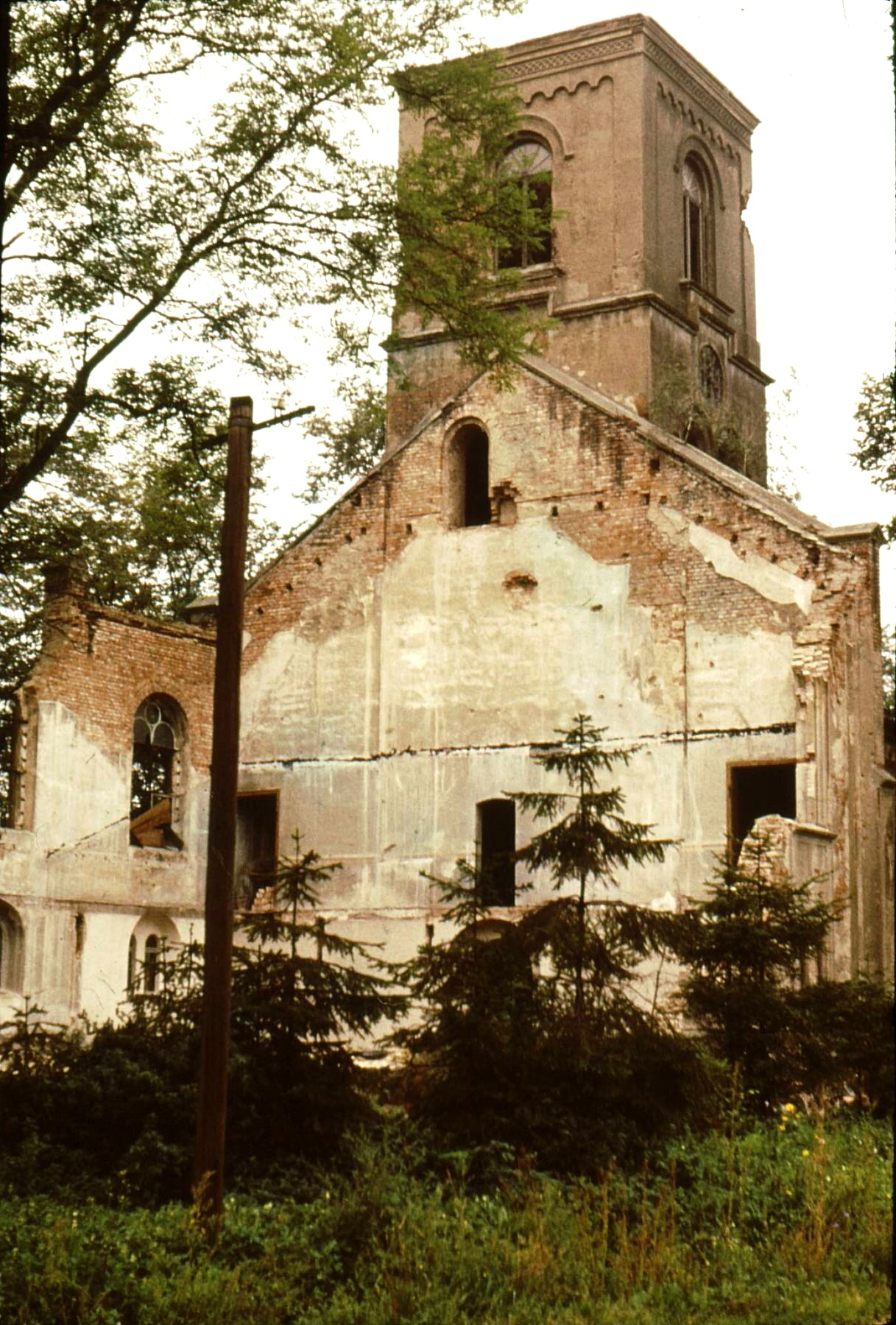
Evangelische Kirche Platkow als Ruine, 1974

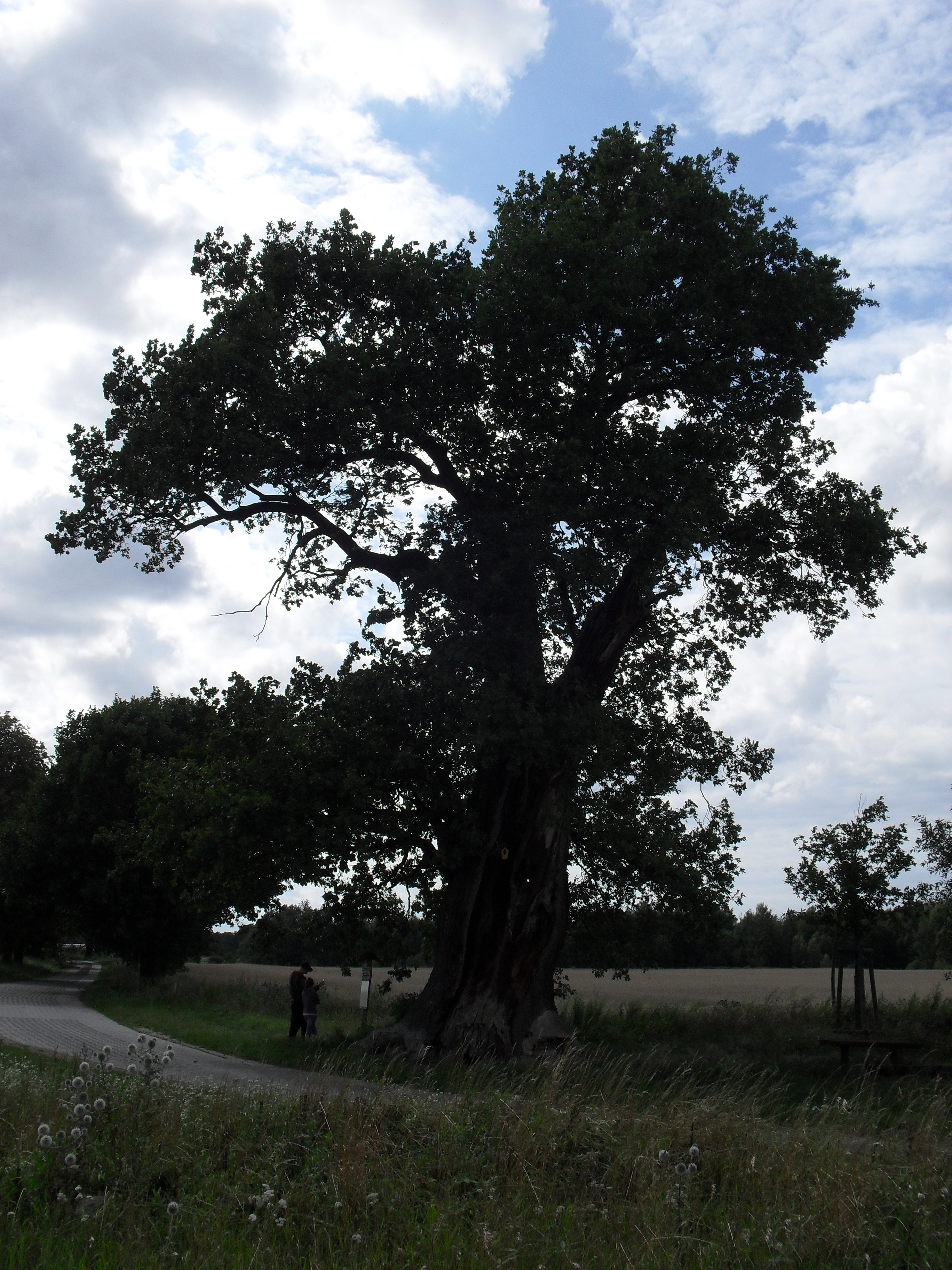
„Derfflinger-Eiche“ auf der Grenze zwischen Gusow und Werbig

Gusow-Platkow [ˈguːzoː ˈplatkoː] ist eine amtsangehörige Gemeinde im Landkreis Märkisch-Oderland (Brandenburg). Sie wird vom Amt Seelow-Land (bis 2021: Amt Neuhardenberg) verwaltet.

## Geografie
Gusow-Platkow liegt im nördlichen Teil des Gebietes des Amtes Seelow-Land. Die Gemeinde grenzt im Norden und Nordosten an die amtsfreie Gemeinde Letschin, im Osten und Südosten an die amtsfreie Stadt Seelow, im Südwesten an die Gemeinde Vierlinden sowie im Westen und Nordwesten an die Gemeinde Neuhardenberg.

## Gemeindegliederung
Die Gemeinde gliedert sich in die Ortsteile:
- Gusow mit dem bewohnten Gemeindeteil Karlshof und dem Wohnplatz Gusower Loose
- Platkow mit dem bewohnten Gemeindeteil Neuhof und den Wohnplätzen Paschenbrück und Platkower Loose

## Geschichte
Gusow und Platkow gehörten seit 1817 zum Kreis Lebus und ab 1952 zum Kreis Seelow im DDR-Bezirk Frankfurt (Oder). Seit 1993 liegen die Orte im brandenburgischen Landkreis Märkisch-Oderland.
Die Gemeinde Gusow-Platkow entstand am 31. Dezember 1997 aus dem freiwilligen Zusammenschluss der bis dahin selbstständigen Gemeinden Gusow und Platkow.
Platkow ist eines der ältesten Dörfer im Landkreis Märkisch-Oderland und wurde im Jahr 1229 erstmals urkundlich erwähnt. Die Rittergüter von Gusow und Platkow wurden 1448 durch das märkische Adelsgeschlecht von Schapelow erworben und gingen 1649 in den Besitz des brandenburgischen Generalfeldmarschalls Georg von Derfflinger über. 1745 gingen die Güter an die Podewilssche Herrschaft, im 19. Jahrhundert an einen Zweig der Grafen von Schönburg-Glauchau. Im Zuge der Bodenreform wurde deren Besitz enteignet.
Am Fließ, etwa 3 km südwestlich des Orts, befand sich seit dem 14. Jahrhundert eine Wassermühle, die „Vogelsangmühle“. Sie wurde im Zweiten Weltkrieg im April 1945 zerstört. Überreste des Gemäuers sind noch im Gebüsch zu entdecken. Ebenfalls bis zur Zerstörung  gab es am Platkower Weg ganz in der Nähe der Mühle ein Gasthaus mit dem Namen Zum halben Arm. Es reichte gleichfalls bis in das Mittelalter zurück und war eine stark frequentierte Zwischenstation für die Viehtransporte nach Berlin. Die Ruinenreste sind inzwischen kaum noch auffindbar.

## Bevölkerungsentwicklung
| Jahr | Gusow | Platkow |      | Jahr  | Gusow-Platkow |      | Jahr  | Gusow-Platkow |
| ---- | ----- | ------- | ---- | ----- | ------------- | ---- | ----- | ------------- |
| 1875 | 2 041 | 1 348   | 1997 | 1 427 |               | 2021 | 1 353 |               |
| 1910 | 1 728 | 0966    | 2000 | 1 416 |               | 2022 | 1 398 |               |
| 1939 | 1 417 | 0903    | 2005 | 1 406 |               | 2023 | 1 380 |               |
| 1946 | 1 549 | 0977    | 2010 | 1 282 |               | 2024 | 1 307 |               |
| 1950 | 1 795 | 1 024   | 2015 | 1 222 |               |      |       |               |
| 1971 | 1 341 | 0732    | 2020 | 1 342 |               |      |       |               |
| 1990 | 1012  | 0598    |      |       |               |      |       |               |
| 1995 | 0922  | 0538    |      |       |               |      |       |               |
| 1996 | 0915  | 0537    |      |       |               |      |       |               |

Gebietsstand des jeweiligen Jahres, Einwohnerzahl: Stand 31. Dezember (ab 1991), , ab 2011 auf Basis des Zensus 2011, ab 2022 auf Basis des Zensus 2022

## Politik

### Gemeindevertretung
Die Gemeindevertretung von Gusow-Platkow besteht aus zehn Gemeindevertretern und dem ehrenamtlichen Bürgermeister. Die Kommunalwahl am 9. Juni 2024 führte bei einer Wahlbeteiligung von 75,1 % zu folgendem Ergebnis:
| Partei / Wählergruppe        | Stimmenanteil 2019 | Sitze 2019 |        | Stimmenanteil 2024 | Sitze 2024 |
| ---------------------------- | ------------------ | ---------- | ------ | ------------------ | ---------- |
| Feuer-Schützen-Sport         | 47,7 %             | 5          | 44,3 % | 4                  |            |
| Land- und Naturfreunde       | 30,8 %             | 3          | 25,0 % | 3                  |            |
| Dorfclub 1961                | 21,5 %             | 2          | 25,5 % | 2                  |            |
| Allgemeine Frauensportgruppe | –                  | –          | 05,1 % | 1                  |            |
| Insgesamt                    | 100 %              | 10         | 100 %  | 10                 |            |

### Bürgermeister
- 1998–2019: Karlheinz Klein[13]
- seit 2019: Frank Kraft (Wählergruppe Feuer-Schützen-Sport)

Kraft wurde in der Bürgermeisterwahl am 26. Mai 2019 mit 63,7 % der gültigen Stimmen gewählt. Am 9. Juni 2024 wurde er ohne Gegenkandidat mit 78,9 % der gültigen Stimmen in seinem Amt bestätigt. Seine Amtszeit beträgt fünf Jahre.

### Wappen
| Wappen von Gusow-Platkow | Blasonierung: „Über blauem, durch einen silbernen Wellenbalken geteilten Schildfuß in Gold eine schwarze Eiche mit dreizehn grünen Blättern und zwei Früchten, deren Stamm von einer silbernen Blitzrinne gespalten ist; begleitet rechts von einem Bündel mit sieben durchbrochenen schwarzen Kornhalmen, links von einer grünen Tabakstaude mit zwei Blattpaaren und einem Blütenstand mit sechs roten Blüten.“ |
| Wappen von Gusow-Platkow | |

### Flagge
„Die Flagge ist Blau - Gelb (1:1) gestreift und mittig mit dem Gemeindewappen belegt.“

## Sehenswürdigkeiten

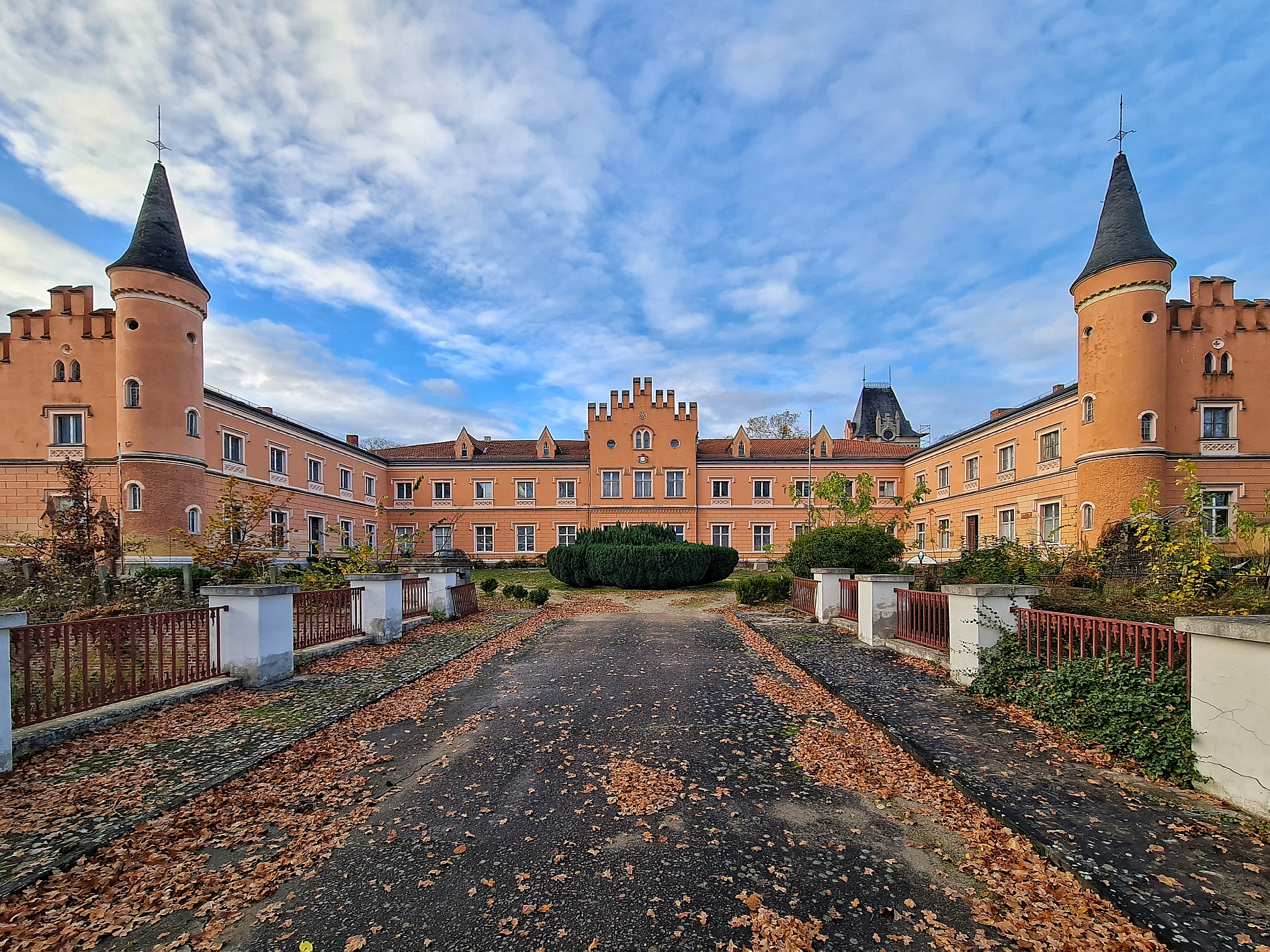
Schloss Gusow

In der Liste der Baudenkmale in Gusow-Platkow stehen die in der Denkmalliste des Landes Brandenburg eingetragenen Baudenkmale.
- Schloss Gusow mit Museum, in dem Zinnfiguren Einblicke in die brandenburg-preußische und deutsche Geschichte geben.
- Derfflinger-Eiche mit einem Brusthöhenumfang von 7,90 m (2016).[18]

## Verkehr
Die Gemeinde liegt an der Bundesstraße 167 zwischen Wriezen und Seelow.
Der Bahnhof Seelow-Gusow liegt an der Bahnstrecke Berlin–Küstrin, der von der Regionalbahnlinie RB 26 (Berlin Ostkreuz–Kostrzyn) angefahren wird.
.

## Persönlichkeiten
- Georg Freiherr von Derfflinger (1606–1695), erwarb nach dem Dreißigjährigen Krieg die Güter Gusow und Platkow, in Gusow gestorben
- Otto Christoph von Podewils (1719–1781), Gutsbesitzer in Gusow und Platkow
- Friedrich Heinrich von Podewils (1746–1804), Gutsbesitzer in Gusow und Platkow
- Walter Gerlach (1896–1964), SS-Führer, Gefängnisleiter des Columbiahauses in Berlin und Lagerkommandant im KZ Sachsenburg, in Gusow geboren
- Heidrun Gerzymisch (* 1944), Übersetzungswissenschaftlerin, in Gusow geboren